# 端宗 (朝鮮王)
端宗（たんそう、タンジョン、正統6年7月23日（1441年8月9日） - 天順元年10月24日（1457年11月11日））は、李氏朝鮮の第6代国王（在位：1452年(景泰3年) - 1455年(景泰6年)）。姓は李、名は弘暐（こうい、ホンウィ、홍위）、諡号は恭懿温文純定安荘景順敦孝大王。父は第5代国王文宗。母は顕徳王后権氏。妃は礪良府院君宋玹寿の娘、定順王后。

## 経歴
1441年8月9日(旧暦7月23日)に出生するが同年8月10日(旧暦7月24日)に母を失う。このために祖父の世宗後宮である恵嬪楊氏に養育される。1448年に世孫に冊封される。

### 治世
1452年に父の死去により11歳で即位する。当時、序列が高い王妃不在の為に垂簾聴政が不可能な状況であったこともあり、王族代表2名に自身の輔弼を依頼し叔父である首陽大君（次代国王・世祖)と錦城大君が選定される。
一方で議政府においては皇甫仁と金宗瑞が実権を握り、人事においては指名された一部臣下が提出した人事名簿に王が印をつける黄標政事制度が採られたために皇甫仁と金宗端の権力が行き過ぎについては成三問らからも批難されるところであった。
1453年に首陽大君が大伯父譲寧大君や申叔舟、権擥、韓明澮らと結託して癸酉靖難を起こして端宗を補佐する大臣らや安平大君を除き、政権を掌握した。1454年には錦城大君も配流され、首陽大君の陰謀により1455年に王位を追われて上王となる。

### 譲位、降格、賜死
1455年に皇甫仁や金宗瑞の権力拡大に批判的であった成三問ら集賢殿の学者たちは端宗の復位を計画して失敗し、1456年に処刑される。明において、1457年1月16日に当時上皇であった英宗が景泰帝から帝位を奪還して重祚した奪門の変が起こる。同年6月（旧暦）に上王を廃位となり、魯山君（ノサングン、ろさんくん）に、後に庶人に降格される。以後、江原道寧越へ追放される。錦城大君が賜死となった翌月の同年10月（旧暦）に王命によりその地で薬殺刑（賜薬）に処され、遺体は川に投げ込まれた。享年16。陵は江原道寧越にある荘陵。

### 没後
賜死から241年後の1698年、第19代国王粛宗が魯山君を復位させ、端宗という諡号を贈った。逝去550周年になる2007年5月、陵地寧越で国葬が行われ、非命に一生を終えた若き国王の冥福を祈った。

## 逸話
前漢城府尹の秋益漢は時々端宗に山ぶどうを捧げて一緒に詩を作った。端宗が死んだ日、秋益漢の夢に白馬に乗った端宗が「太白山（韓国の山）に行く」と言って消えた。そのことから、韓国の民間信仰では端宗は太白山の神になったと信じられている。

## 家系
- 祖父: 世宗（1397年 - 1450年）
- 祖母: 昭憲王后沈氏（1395年 - 1446年）
- 父: 文宗（1414年 - 1452年）
- 母: 顕徳王后権氏（1418年 - 1441年）
  - 姉: 敬恵公主（1436年 - 1474年）

- 正室: 定順王后宋氏（1440年 - 1521年）- 礪良府院君 宋玹寿の娘
  - 子女なし
- 後宮: 淑儀金氏（朝鮮語版）（生年不詳 - 1525年）- 金師禹の娘[3]
- 後宮: 淑儀権氏（朝鮮語版）（生没年不詳）- 権完の娘[3]。諱は権仲非[4]

## 端宗が登場する作品
小説
- 端宗哀史（朝鮮語版） - 李光洙作、1929年。
  - 金容権訳、日本評論社、2014年、全2巻。ISBN 978-4535586192（上巻）、ISBN 978-4535586208（下巻）
- 朝鮮王朝500年 少年端宗 - 辛奉承（朝鮮語版）作。1985年、金星出版社。
- キム・ビョラ『永遠の別れ 永離別』チャンヘ、2005年。ISBN 9788979196894。

映画
- 端宗哀史（上記小説の映画化作品。1956年、日本未公開、配役: ファン・ヘナム）[5]
- 端宗哀史（同上。1963年、日本未公開、配役: キム・ウナ）[6]
- 賜薬（1984年、日本未公開、配役: イ・ジェハク）[7]
- 観相師 -かんそうし-（2013年、配役: チェ・サンウ（朝鮮語版））

テレビドラマ
- 独裁者への道 首陽大君の野望（KBS、1990年、配役: チャン・ドクス）[8]
- 韓明澮 ～朝鮮王朝を導いた天才策士～（KBS、1994年、配役: チョン・テウ）
- 王と妃（KBS、1998-2000年、配役:  チョン・テウ）
- 王女の男（KBS、2011年、配役: ノ・テヨプ（朝鮮語版））
- インス大妃（JTBC、2012年、配役: チェ・サンウ（朝鮮語版））
- 大君〜愛を描く（TVC、2018年、配役: キム・ジュニ）